# Jangdok
Jangdok (hangul: 양덕군, Jangdok-kun, handzsa: 陽德郡, RR: Yangdŏk-kun, ’kedvező erény’) megye Észak-Koreában, Dél-Phjongan (P'yŏngan) tartományban. 1396-ban jött létre, Jangamdzsin (양암진; 陽巖鎭, Yangamjin) és Szudokcsin (수덕진; 樹德鎭, Sudŏkchin) egyesítésével, 1895-ben emelték megyei rangra.

## Földrajza
Északról a Dél-Hamgjong (Hamgyŏng) tartománybeli Szudong (Sudong), keletről a Kangvon (Kangwŏn) tartománybeli Cshonne (Ch'ŏnnae) és Poptong (Pŏptong) megyék, délről az Észak-Hvanghe (Hwanghae) tartománybeli Sinphjong (Sinp'yŏng), nyugatról Sinjang (Sinyang) határolja.
Legmagasabb pontja az 566 méter magas Oszokszan (오석산; 烏石山, Osŏksan).

## Közigazgatása
1 községből (up (ŭp)), 18 faluból (ri (ri)) áll:
| - Jangdok-ub (양덕읍; 陽德邑, Yangdŏk-ŭb) - Koszang-ri (거상리; 巨上里, Kŏsang-ri) - Kurjong-ri (구룡리; 九龍里, Kuryong-ri) - Tongjang-ri (동양리; 東陽里, Tongyang-ri) - Rjongam-ri (룡암리; 龍巖里, Ryongam-ri) - Rjongphjong-ri (룡평리; 龍坪里, Ryongp'yŏng-ri) - Ponggje-ri (봉계리; 鳳溪里, Ponggye-ri) - Szagi-ri (사기리; 士基里, Sagi-ri) - Szamgje-ri (삼계리; 三溪里, Samgye-ri) - Szangszong-ri (상성리; 上城里, Sangsŏng-ri) | - Szangsin-ri (상신리; 上信里, Sangsin-ri) - Szudok-ri (수덕리; 樹德里, Sudŏk-ri) - Ondzsong-ri (온정리; 溫井里, Onjŏng-ri) - Uncshang-ri (운창리; 雲倉里, Unch'ang-ri) - Unha-ri (은하리; 隱下里, Ŭnha-ri) - Iram-ri (일암리; 日巖里, Iram-ri) - Cshuma-ri (추마리; 楸馬里, Ch'uma-ri) - Thehung-ri (태흥리; 太興里, T'aehŭng-ri) - Thongdong-ri (통동리; 通洞里, T'ongdong-ri) |

## Gazdaság
Jangdok (Yangdŏk) megye gazdasága erdőgazdálkodásra és élelmiszeriparra épül.

## Oktatás
Jangdok (Yangdŏk) megye, 2 főiskolának, 20 általános és középiskolának ad otthont.

## Egészségügy
A megye számos egészségügyi intézménnyel rendelkezik, köztük 1 megyei és számos helyi kórházzal.

## Közlekedés
A megye közutakon a szomszédos helységek felől közelíthető meg. A megye vasúti kapcsolattal rendelkezik, a Phjongna (P'yŏngra) vasútvonal része.